# Здзислав Гоффманн
Здзислав Гоффманн (пол. Zdzisław Hoffmann; нар. 27 серпня 1959) — польський легкоатлет, який спеціалізувався на потрійному стрибку.

## Спортивні досягнення
Учасник олімпійських змагань з потрійного стрибку на Іграх-1980, де не подолав кваліфікаційного раунду.
Чемпіон світу з потрійного стрибку (1983). Фіналіст (12-е місце) чемпіонату світу з потрійного стрибку (1987).
Фіналіст змагань з потрійного стрибку на чемпіонатах Європи в приміщенні — 8-е місце у 1988 та 12-е місце у 1980.
Був двічі другим у потрійному стрибку на Кубках Європи (1983, 1987).
Чемпіон Польщі з потрійного стрибку (1981, 1983, 1984, 1989). Чемпіон Польщі в приміщенні з потрійного стрибку (1980, 1983, 1984, 1987, 1988).

## Визнання
- Спортсмен року в Польщі (1983)
- Золотий Хрест Заслуги (1999)